# CEV Champions League 2017-2018 (maschile)
La CEV Champions League 2017-2018 si è svolta dal 18 ottobre 2017 al 13 maggio 2018: al torneo hanno partecipato trentadue squadre di club europee e la vittoria finale è andata per la sesta volta, la quarta consecutiva, allo Zenit-Kazan.

## Formula

### Sistema di qualificazione
Hanno potuto partecipare alla CEV Champions League 2017-18 una squadra per ogni federazione nazionale che ne ha fatto richiesta. Secondo il Ranking CEV, basato sui risultati delle ultime tre edizioni delle competizioni europee, alcune federazioni hanno potuto beneficiare di più squadre partecipanti all'interno della competizione. In particolare:
- 3 squadre:  Italia,  Polonia,  Russia e  Turchia
- 2 squadre:  Belgio,  Francia e  Germania

In definitiva hanno partecipato trentadue squadre per un totale di ventuno federazioni rappresentate.

### Regolamento
Le fasi di inizio nel torneo per le varie squadre sono state stabilite in base al ranking CEV.
Le squadre hanno disputato un secondo turno con gare di andata e ritorno: le quattro vincitrici hanno acceduto al terzo turno. Il terzo turno si è disputato con gare di andata e ritorno: le otto vincitrici hanno acceduto alla fase a gironi. La fase a gironi si è disputata con formula del girone all'italiana: al termine di questa fase le prime due classificate di ogni girone e le due migliori terze classificate (se tra queste è la squadra organizzatrice della Final Four, già qualificata alle semifinali, si è qualificata la terza migliore terza classificata) hanno acceduto alla fase successiva disputata con play-off a 12, play-off a 6, entrambi giocati con gare di andata e ritorno (nei primi due turni e nei play-off a 12 e a 6, coi punteggi di 3-0 e 3-1 sono stati assegnati 3 punti alla squadra vincente e 0 a quella perdente, col punteggio di 3-2 sono stati assegnati 2 punti alla squadra vincente e 1 a quella perdente; in caso di parità di punti dopo le due partite è stato disputato un golden set), semifinali, finale per il terzo posto e finale.
Le squadre sconfitte al secondo e al terzo turno hanno acceduto alla Coppa CEV 2017-18.

### Criteri di classifica
Se il risultato finale è stato di 3-0 o 3-1 sono stati assegnati 3 punti alla squadra vincente e 0 a quella sconfitta, se il risultato finale è stato di 3-2 sono stati assegnati 2 punti alla squadra vincente e 1 a quella sconfitta.
L'ordine del posizionamento in classifica è stato definito in base a:
- Punti;
- Numero di partite vinte;
- Ratio dei set vinti/persi;
- Ratio dei punti realizzati/subiti.

## Squadre partecipanti
| - Aich/Dob - Maaseik - Roeselare - Šachcër Salihorsk - Jedinstvo Brčko - Neftohimik - Omonia - Vammalan | - Chaumont - Spacer's Toulouse - Charlottenburg - Friedrichshafen - PAOK - Maccabi Tel Aviv - Lube - Sir Safety Perugia | - Trentino - Luboteni - Jedinstvo Bijelo Polje - Lycurgus - Jastrzębski Węgiel - ZAKSA - Skra Bełchatów - České Budějovice | - Dinamo Mosca - Lokomotiv Novosibirsk - Zenit-Kazan - Vojvodina - ACH Volley - Arkas - Fenerbahçe - Halkbank |

## Torneo

### Secondo turno

#### Andata
| 18 ottobre 2017 Sportska Dvorana Magnet, Brčko Durata: 1h:16 - Spettatori: 550    | Jedinstvo Brčko  | 0 - 3 | ACH Volley             | 19-25, 17-25, 19-25               |
| 18 ottobre 2017 Eleftheria Indoor Hall, Nicosia Durata: 1h:20 - Spettatori: 1 200 | Omonia           | 3 - 0 | Jedinstvo Bijelo Polje | 25-22, 25-16, 25-15               |
| 18 ottobre 2017 National Sport Center, Tel Aviv Durata: 2h:06 - Spettatori: 200   | Maccabi Tel Aviv | 3 - 2 | Šachcër Salihorsk      | 25-22, 25-20, 21-25, 15-25, 16-14 |
| 18 ottobre 2017 Palestra Bill Clinton, Ferizaj Durata: 1h:18 - Spettatori: 250    | Luboteni         | 0 - 3 | Lycurgus               | 16-25, 19-25, 13-25               |

#### Ritorno
| 22 ottobre 2017 Arena Stožice, Lubiana Durata: 1h:16 - Spettatori: 258                  | ACH Volley             | 3 - 0 | Jedinstvo Brčko  | 25-21, 25-19, 25-15              |
| 22 ottobre 2017 Dvorana Nikoljac, Bijelo Polje Durata: 2h:03 - Spettatori: 1 050        | Jedinstvo Bijelo Polje | 2 - 3 | Omonia           | 24-26, 25-14, 18-25, 28-26, 9-15 |
| 22 ottobre 2017 Palazzetto dello Sport Uruchje, Minsk Durata: 1h:34 - Spettatori: 1 800 | Šachcër Salihorsk      | 3 - 0 | Maccabi Tel Aviv | 25-23, 31-29, 26-24              |
| 22 ottobre 2017 MartiniPlaza, Groninga Durata: 1h:16 - Spettatori: 2 800                | Lycurgus               | 3 - 0 | Luboteni         | 25-20, 25-16, 25-14              |

#### Squadre qualificate
- ACH Volley
- Lycurgus
- Omonia
- Šachcër Salihorsk

### Terzo turno

#### Andata
| 8 novembre 2017 Hala Tivoli, Lubiana Durata: 1h:27 - Spettatori: 850                     | ACH Volley        | 0 - 3 | Lokomotiv Novosibirsk | 26-28, 22-25, 19-25        |
| 8 novembre 2017 Palazzetto dello Sport Uruchje, Minsk Durata: 1h:40 - Spettatori: 2 400  | Šachcër Salihorsk | 1 - 3 | Sir Safety Perugia    | 25-23, 20-25, 17-25, 16-25 |
| 8 novembre 2017 BSH Sportpark, Klagenfurt Durata: 1h:18 - Spettatori: 1 260              | Aich/Dob          | 0 - 3 | Fenerbahçe            | 17-25, 22-25, 22-25        |
| 8 novembre 2017 Eleftheria Indoor Hall, Nicosia Durata: 1h:22 - Spettatori: 1 254        | Omonia            | 0 - 3 | Jastrzębski Węgiel    | 26-28, 13-25, 16-25        |
| 8 novembre 2017 Centro Sportivo SPENS, Novi Sad Durata: 1h:25 - Spettatori: 2 000        | Vojvodina         | 3 - 0 | Spacer's Toulouse     | 25-22, 25-23, 25-21        |
| 8 novembre 2017 MartiniPlaza, Groninga Durata: 1h:53 - Spettatori: 1 200                 | Lycurgus          | 1 - 3 | Maaseik               | 19-25, 25-22, 17-25, 22-25 |
| 8 novembre 2017 Palazzetto dello Sport Mladost, Burgas Durata: 1h:47 - Spettatori: 1 200 | Neftohimik        | 1 - 3 | Friedrichshafen       | 19-25, 19-25, 28-26, 18-25 |
| 8 novembre 2017 Vexve Areena, Sastamala Durata: 1h:18 - Spettatori: 1 383                | Vammalan          | 3 - 0 | České Budějovice      | 25-20, 25-22, 25-15        |

#### Ritorno
| 12 novembre 2017 SKK Sever, Novosibirsk Durata: 1h:24 - Spettatori: 2 000                 | Lokomotiv Novosibirsk | 3 - 0 | ACH Volley        | 25-20, 25-22, 25-18                          |
| 12 novembre 2017 PalaEvangelisti, Perugia Durata: 1h:08 - Spettatori: 3 175               | Sir Safety Perugia    | 3 - 0 | Šachcër Salihorsk | 25-15, 25-16, 25-19                          |
| 12 novembre 2017 Burhan Felek Spor Salonu, Istanbul Durata: 1h:23 - Spettatori: 650       | Fenerbahçe            | 3 - 0 | Aich/Dob          | 25-22, 25-16, 25-24                          |
| 12 novembre 2017 Hala Sportowa, Jastrzębie-Zdrój Durata: 1h:45 - Spettatori: 2 047        | Jastrzębski Węgiel    | 3 - 0 | Omonia            | 25-17, 25-19, 25-16                          |
| 12 novembre 2017 Palais des Sports André Brouat, Tolosa Durata: 2h:00 - Spettatori: 1 200 | Spacer's Toulouse     | 3 - 1 | Vojvodina         | 20-25, 25-22, 25-19, 25-23 Golden set: 15-10 |
| 12 novembre 2017 Lotto Dôme, Maaseik Durata: 1h:22 - Spettatori: 1 400                    | Maaseik               | 3 - 0 | Lycurgus          | 25-21, 25-17, 25-23                          |
| 12 novembre 2017 ZF-Arena, Friedrichshafen Durata: 1h:15 - Spettatori: 1 541              | Friedrichshafen       | 3 - 0 | Neftohimik        | 25-12, 25-21, 25-20                          |
| 12 novembre 2017 Sportovní Hala, České Budějovice Durata: 2h:01 - Spettatori: 1 500       | České Budějovice      | 3 - 1 | Vammalan          | 25-21, 25-17, 18-25, 25-20 Golden set: 12-15 |

#### Squadre qualificate
- Friedrichshafen
- Fenerbahçe
- Jastrzębski Węgiel
- Maaseik
- Lokomotiv Novosibirsk
- Sir Safety Perugia
- Spacer's Toulouse
- Vammalan

### Fase a gironi
I gironi sono stati sorteggiati il 17 novembre 2017 a Mosca.
| Girone A           | Girone B        | Girone C              | Girone D           | Girone E |
| ------------------ | --------------- | --------------------- | ------------------ | -------- |
| Fenerbahçe         | Halkbank        | Skra Bełchatów        | Charlottenburg     | ZAKSA    |
| Sir Safety Perugia | Friedrichshafen | Chaumont              | Jastrzębski Węgiel | Maaseik  |
| Roeselare          | PAOK            | Dinamo Mosca          | Zenit-Kazan        | Arkas    |
| Lube               | Vammalan        | Lokomotiv Novosibirsk | Spacer's Toulouse  | Trentino |

#### Girone A

##### Risultati
| 6 dicembre 2017 PalaEvangelisti, Perugia Durata: 2h:25 - Spettatori: 3 195           | Sir Safety Perugia | 3 - 2 | Lube               | 28-30, 20-25, 25-23, 25-19, 15-9  |
| 7 dicembre 2017 Burhan Felek Spor Salonu, Istanbul Durata: 1h:42 - Spettatori: 500   | Fenerbahçe         | 1 - 3 | Roeselare          | 20-25, 19-25, 25-21, 16-25        |
| 21 dicembre 2017 PalaCivitanova, Civitanova Marche Durata: 1h:20 - Spettatori: 2 387 | Lube               | 3 - 0 | Roeselare          | 25-22, 26-24, 25-22               |
| 20 dicembre 2017 Burhan Felek Spor Salonu, Istanbul Durata: 1h:21 - Spettatori: 475  | Fenerbahçe         | 0 - 3 | Sir Safety Perugia | 20-25, 21-25, 23-25               |
| 16 gennaio 2018 Sporthal Schiervelde, Roeselare Durata: 2h:11 - Spettatori: 1 850    | Roeselare          | 2 - 3 | Sir Safety Perugia | 25-21, 25-27, 15-25, 25-21, 12-15 |
| 17 gennaio 2018 PalaCivitanova, Civitanova Marche Durata: 1h:40 - Spettatori: 2 030  | Lube               | 3 - 1 | Fenerbahçe         | 25-22, 25-11, 21-25, 25-12        |
| 31 gennaio 2018 PalaEvangelisti, Perugia Durata: 1h:22 - Spettatori: 3 000           | Sir Safety Perugia | 3 - 0 | Roeselare          | 25-16, 25-22, 25-17               |
| 31 gennaio 2018 Burhan Felek Spor Salonu, Istanbul Durata: 1h:13 - Spettatori: 500   | Fenerbahçe         | 0 - 3 | Lube               | 20-25, 19-25, 18-25               |
| 13 febbraio 2018 Sporthal Schiervelde, Roeselare Durata: 1h:22 - Spettatori: 2 100   | Roeselare          | 0 - 3 | Lube               | 16-25, 23-25, 23-25               |
| 15 febbraio 2018 PalaEvangelisti, Perugia Durata: 1h:48 - Spettatori: 2 784          | Sir Safety Perugia | 3 - 1 | Fenerbahçe         | 25-22, 25-12, 20-25, 25-18        |
| 28 febbraio 2018 PalaCivitanova, Civitanova Marche Durata: 1h:35 - Spettatori: 3 385 | Lube               | 0 - 3 | Sir Safety Perugia | 24-26, 23-25, 25-27               |
| 28 febbraio 2018 Sporthal Schiervelde, Roeselare Durata: 1h:38 - Spettatori: 2 000   | Roeselare          | 3 - 1 | Fenerbahçe         | 25-19, 25-9, 23-25, 25-15         |

##### Classifica
| Pos | Squadra            | Pt | G | V | P | SV | SP | Ratio | PF  | PS  | Ratio |
| --- | ------------------ | -- | - | - | - | -- | -- | ----- | --- | --- | ----- |
| 1   | Sir Safety Perugia | 16 | 6 | 6 | 0 | 18 | 5  | 3.600 | 545 | 476 | 1.145 |
| 2   | Lube               | 13 | 6 | 4 | 2 | 14 | 7  | 2.000 | 500 | 448 | 1.116 |
| 3   | Roeselare          | 7  | 6 | 2 | 4 | 8  | 14 | 0.571 | 481 | 483 | 0.995 |
| 4   | Fenerbahçe         | 0  | 6 | 0 | 6 | 4  | 18 | 0.222 | 416 | 535 | 0.777 |

#### Girone B

##### Risultati
| 7 dicembre 2017 ZF-Arena, Friedrichshafen Durata: 2h:06 - Spettatori: 2 100        | Friedrichshafen | 3 - 1 | Halkbank        | 25-14, 25-23, 21-25, 28-26        |
| 5 dicembre 2017 Energia Areena, Vantaa Durata: 2h:38 - Spettatori: 2 600           | Vammalan        | 3 - 2 | PAOK            | 25-19, 27-29, 33-35, 25-23, 15-11 |
| 21 dicembre 2017 Başkent Voleybol Salonu, Ankara Durata: 2h:08 - Spettatori: 3 050 | Halkbank        | 3 - 1 | PAOK            | 25-21, 24-26, 25-20, 25-22        |
| 19 dicembre 2017 Energia Areena, Vantaa Durata: 1h:22 - Spettatori: 2 450          | Vammalan        | 0 - 3 | Friedrichshafen | 25-25, 15-25, 15-25               |
| 18 gennaio 2018 PAOK Sports Arena, Salonicco Durata: 2h:08 - Spettatori: 2 000     | PAOK            | 2 - 3 | Friedrichshafen | 25-17, 30-28, 14-25, 17-25, 9-15  |
| 17 gennaio 2018 Başkent Voleybol Salonu, Ankara Durata: 1h:25 - Spettatori: 800    | Halkbank        | 3 - 0 | Vammalan        | 25-22, 25-21, 25-16               |
| 31 gennaio 2018 ZF-Arena, Friedrichshafen Durata: 1h:30 - Spettatori: 2 290        | Friedrichshafen | 3 - 0 | PAOK            | 25-22, 25-17, 25-18               |
| 1º febbraio 2018 Energia Areena, Vantaa Durata: 1h:22 - Spettatori: 2 600          | Vammalan        | 0 - 3 | Halkbank        | 21-25, 18-25, 21-25               |
| 13 febbraio 2018 PAOK Sports Arena, Salonicco Durata: 1h:57 - Spettatori: 900      | PAOK            | 3 - 1 | Halkbank        | 25-16, 16-25, 26-24, 25-20        |
| 14 febbraio 2018 ZF-Arena, Friedrichshafen Durata: 1h:15 - Spettatori: 1 545       | Friedrichshafen | 3 - 0 | Vammalan        | 25-15, 25-13, 25-12               |
| 28 febbraio 2018 Başkent Voleybol Salonu, Ankara Durata: 1h:45 - Spettatori: 450   | Halkbank        | 1 - 3 | Friedrichshafen | 14-25, 21-25, 26-24, 19-25        |
| 28 febbraio 2018 PAOK Sports Arena, Salonicco Durata: 1h:51 - Spettatori: 900      | PAOK            | 3 - 1 | Vammalan        | 22-25, 25-22, 25-20, 25-20        |

##### Classifica
| Pos | Squadra         | Pt | G | V | P | SV | SP | Ratio | PF  | PS  | Ratio |
| --- | --------------- | -- | - | - | - | -- | -- | ----- | --- | --- | ----- |
| 1   | Friedrichshafen | 17 | 6 | 6 | 0 | 18 | 4  | 4.500 | 533 | 412 | 1.293 |
| 2   | Halkbank        | 9  | 6 | 3 | 3 | 12 | 10 | 1.200 | 502 | 498 | 1.008 |
| 3   | PAOK            | 8  | 6 | 2 | 4 | 11 | 14 | 0.785 | 547 | 581 | 0.941 |
| 4   | Vammalan        | 2  | 6 | 1 | 5 | 4  | 17 | 0.235 | 423 | 514 | 0.823 |

#### Girone C

##### Risultati
| 6 dicembre 2017 Hala Energia, Bełchatów Durata: 2h:00 - Spettatori: 1 820           | Skra Bełchatów        | 1 - 3 | Chaumont              | 25-19, 18-25, 19-25, 27-29        |
| 7 dicembre 2017 SKK Sever, Novosibirsk Durata: 1h:31 - Spettatori: 1 500            | Lokomotiv Novosibirsk | 3 - 0 | Dinamo Mosca          | 25-23, 25-17, 25-22               |
| 20 dicembre 2017 Complexe Sportif Rene-Tys, Reims Durata: 2h:09 - Spettatori: 1 550 | Chaumont              | 3 - 2 | Dinamo Mosca          | 22-25, 19-25, 25-22, 25-22, 15-11 |
| 20 dicembre 2017 SKK Sever, Novosibirsk Durata: 1h:24 - Spettatori: 1 800           | Lokomotiv Novosibirsk | 3 - 0 | Skra Bełchatów        | 25-18, 25-18, 25-19               |
| 17 gennaio 2018 Dvorec sporta Dinamo, Mosca Durata: 2h:06 - Spettatori: 3 000       | Dinamo Mosca          | 2 - 3 | Skra Bełchatów        | 15-25, 25-23, 20-25, 25-23, 12-15 |
| 16 gennaio 2018 Complexe Sportif Rene-Tys, Reims Durata: 2h:32 - Spettatori: 1 690  | Chaumont              | 2 - 3 | Lokomotiv Novosibirsk | 27-29, 25-22, 25-18, 19-25, 15-17 |
| 31 gennaio 2018 Hala Energia, Bełchatów Durata: 1h:55 - Spettatori: 9 500           | Skra Bełchatów        | 3 - 1 | Dinamo Mosca          | 25-23, 22-25, 25-22, 25-13        |
| 31 gennaio 2018 SKK Sever, Novosibirsk Durata: 1h:53 - Spettatori: 2 300            | Lokomotiv Novosibirsk | 3 - 1 | Chaumont              | 23-25, 25-22, 25-19, 25-18        |
| 14 febbraio 2018 Dvorec sporta Dinamo, Mosca Durata: 1h:47 - Spettatori: 2 850      | Dinamo Mosca          | 3 - 1 | Chaumont              | 25-16, 19-25, 25-19, 25-18        |
| 13 febbraio 2018 Hala Energia, Bełchatów Durata: 1h:17 - Spettatori: 2 180          | Skra Bełchatów        | 3 - 0 | Lokomotiv Novosibirsk | 25-19, 25-15, 25-19               |
| 28 febbraio 2018 Complexe Sportif Rene-Tys, Reims Durata: 2h:23 - Spettatori: 1 652 | Chaumont              | 3 - 2 | Skra Bełchatów        | 25-22, 25-19, 20-25, 22-25, 16-14 |
| 28 febbraio 2018 Dvorec sporta Dinamo, Mosca Durata: 2h:27 - Spettatori: 2 800      | Dinamo Mosca          | 2 - 3 | Lokomotiv Novosibirsk | 25-16, 25-21, 21-25, 24-26, 19-21 |

##### Classifica
| Pos | Squadra               | Pt | G | V | P | SV | SP | Ratio | PF  | PS  | Ratio |
| --- | --------------------- | -- | - | - | - | -- | -- | ----- | --- | --- | ----- |
| 1   | Lokomotiv Novosibirsk | 13 | 6 | 5 | 1 | 15 | 8  | 1.875 | 521 | 501 | 1.039 |
| 2   | Skra Bełchatów        | 9  | 6 | 3 | 3 | 12 | 12 | 1.000 | 532 | 514 | 1.035 |
| 3   | Chaumont              | 8  | 6 | 3 | 3 | 13 | 14 | 0.928 | 585 | 602 | 0.971 |
| 4   | Dinamo Mosca          | 6  | 6 | 1 | 5 | 10 | 16 | 0.625 | 555 | 576 | 0.963 |

#### Girone D

##### Risultati
| 6 dicembre 2017 Palais des Sports André-Brouat, Tolosa Durata: 1h:57 - Spettatori: 1 500   | Spacer's Toulouse  | 1 - 3 | Zenit-Kazan        | 31-29, 20-25, 23-25, 19-25        |
| 6 dicembre 2017 Hala Sportowa, Jastrzębie-Zdrój Durata: 1h:27 - Spettatori: 1 698          | Jastrzębski Węgiel | 3 - 0 | Charlottenburg     | 25-21, 25-19, 26-24               |
| 21 dicembre 2017 Centr volejbola Sankt-Peterburg, Kazan' Durata: 1h:47 - Spettatori: 4 200 | Zenit-Kazan        | 3 - 1 | Charlottenburg     | 25-20, 25-19, 25-27, 25-22        |
| 19 dicembre 2017 Hala Sportowa, Jastrzębie-Zdrój Durata: 1h:16 - Spettatori: 1 576         | Jastrzębski Węgiel | 3 - 0 | Spacer's Toulouse  | 25-10, 25-21, 25-20               |
| 17 gennaio 2018 Max-Schmeling-Halle, Berlino Durata: 1h:25 - Spettatori: 4 100             | Charlottenburg     | 3 - 0 | Spacer's Toulouse  | 25-15, 28-26, 25-16               |
| 16 gennaio 2018 Centr volejbola Sankt-Peterburg, Kazan' Durata: 1h:21 - Spettatori: 2 550  | Zenit-Kazan        | 3 - 0 | Jastrzębski Węgiel | 25-13, 25-23, 25-12               |
| 30 gennaio 2018 Palais des Sports André-Brouat, Tolosa Durata: 1h:41 - Spettatori: 2 150   | Spacer's Toulouse  | 1 - 3 | Charlottenburg     | 20-25, 25-15, 23-25, 18-25        |
| 31 gennaio 2018 Hala Sportowa, Jastrzębie-Zdrój Durata: 1h:22 - Spettatori: 3 012          | Jastrzębski Węgiel | 0 - 3 | Zenit-Kazan        | 24-26, 20-25, 18-25               |
| 14 febbraio 2018 Max-Schmeling-Halle, Berlino Durata: 1h:54 - Spettatori: 5 228            | Charlottenburg     | 1 - 3 | Zenit-Kazan        | 17-25, 20-25, 25-23, 23-25        |
| 13 febbraio 2018 Palais des Sports André-Brouat, Tolosa Durata: 2h:01 - Spettatori: 850    | Spacer's Toulouse  | 2 - 3 | Jastrzębski Węgiel | 17-25, 22-25, 25-23, 25-23, 12-15 |
| 28 febbraio 2018 Centr volejbola Sankt-Peterburg, Kazan' Durata: 1h:10 - Spettatori: 1 800 | Zenit-Kazan        | 3 - 0 | Spacer's Toulouse  | 25-15, 25-10, 25-17               |
| 28 febbraio 2018 Max-Schmeling-Halle, Berlino Durata: 2h:03 - Spettatori: 4 259            | Charlottenburg     | 3 - 2 | Jastrzębski Węgiel | 23-25, 25-16, 18-25, 25-17, 15-9  |

##### Classifica
| Pos | Squadra            | Pt | G | V | P | SV | SP | Ratio | PF  | PS  | Ratio |
| --- | ------------------ | -- | - | - | - | -- | -- | ----- | --- | --- | ----- |
| 1   | Zenit-Kazan        | 18 | 6 | 6 | 0 | 18 | 3  | 6.000 | 528 | 418 | 1.263 |
| 2   | Jastrzębski Węgiel | 9  | 6 | 3 | 3 | 11 | 11 | 1.000 | 464 | 473 | 0.981 |
| 3   | Charlottenburg     | 8  | 6 | 3 | 3 | 11 | 12 | 0.916 | 511 | 509 | 1.003 |
| 4   | Spacer's Toulouse  | 1  | 6 | 0 | 6 | 4  | 18 | 0.222 | 430 | 533 | 0.806 |

#### Girone E

##### Risultati
| 6 dicembre 2017 Atatürk Voleybol Salonu, Smirne Durata: 1h:32 - Spettatori: 3 000 | Arkas    | 0 - 3 | ZAKSA    | 23-25, 28-30, 23-25               |
| 5 dicembre 2017 Steengoed Arena, Maaseik Durata: 1h:50 - Spettatori: 1 600        | Maaseik  | 1 - 3 | Trentino | 17-25, 23-25, 25-23, 17-25        |
| 20 dicembre 2017 Hala Azoty, Kędzierzyn-Koźle Durata: 2h:01 - Spettatori: 2 200   | ZAKSA    | 3 - 2 | Trentino | 18-25, 24-26, 25-23, 25-16, 15-12 |
| 20 dicembre 2017 Steengoed Arena, Maaseik Durata: 2h:19 - Spettatori: 1 600       | Maaseik  | 3 - 2 | Arkas    | 25-23, 22-25, 23-25, 25-21, 15-10 |
| 18 gennaio 2018 PalaTrento, Trento Durata: 1h:21 - Spettatori: 2 430              | Trentino | 3 - 0 | Arkas    | 25-22, 26-24, 25-17               |
| 17 gennaio 2018 Hala Azoty, Kędzierzyn-Koźle Durata: 1h:13 - Spettatori: 1 500    | ZAKSA    | 3 - 0 | Maaseik  | 25-22, 25-20, 25-18               |
| 1º febbraio 2018 Atatürk Voleybol Salonu, Smirn Durata: 1h:39 - Spettatori: 2 500 | Arkas    | 1 - 3 | Trentino | 25-22, 9-25, 17-25, 17-25         |
| 30 gennaio 2018 Steengoed Arena, Maaseik Durata: 2h:19 - Spettatori: 2 150        | Maaseik  | 3 - 2 | ZAKSA    | 26-24, 24-26, 25-20, 22-25, 17-15 |
| 14 febbraio 2018 PalaTrento, Trento Durata: 2h:21 - Spettatori: 2 543             | Trentino | 2 - 3 | ZAKSA    | 25-23, 22-25, 25-27, 25-21, 15-17 |
| 14 febbraio 2018 Atatürk Voleybol Salonu, Smirn Durata: 1h:19 - Spettatori: 2 100 | Arkas    | 0 - 3 | Maaseik  | 16-25, 21-25, 21-25               |
| 28 febbraio 2018 Hala Azoty, Kędzierzyn-Koźle Durata: 1h:09 - Spettatori: 1 200   | ZAKSA    | 3 - 0 | Arkas    | 25-17, 25-19, 25-23               |
| 28 febbraio 2018 PalaTrento, Trento Durata: 2h:10 - Spettatori: 2 643             | Trentino | 3 - 1 | Maaseik  | 25-16, 29-27, 24-26, 26-24        |

##### Classifica
| Pos | Squadra  | Pt | G | V | P | SV | SP | Ratio | PF  | PS  | Ratio |
| --- | -------- | -- | - | - | - | -- | -- | ----- | --- | --- | ----- |
| 1   | ZAKSA    | 14 | 6 | 5 | 1 | 17 | 7  | 2.428 | 560 | 521 | 1.074 |
| 2   | Trentino | 14 | 6 | 4 | 2 | 16 | 9  | 1.777 | 589 | 526 | 1.119 |
| 3   | Maaseik  | 7  | 6 | 3 | 3 | 11 | 13 | 0.846 | 534 | 549 | 0.972 |
| 4   | Arkas    | 1  | 6 | 0 | 6 | 3  | 18 | 0.166 | 426 | 513 | 0.830 |

### Play-off a 12

#### Andata
| 13 marzo 2018 Başkent Voleybol Salonu, Ankara Durata: 1h:31 - Spettatori: 3 050  | Halkbank           | 0 - 3 | Sir Safety Perugia    | 18-25, 22-25, 29-31               |
| 14 marzo 2018 Steengoed Arena, Maaseik Durata: 1h:50 - Spettatori: 1 900         | Maaseik            | 3 - 0 | Lokomotiv Novosibirsk | 25-23, 26-24, 30-28               |
| 14 marzo 2018 Hala Energia, Bełchatów Durata: 2h:19 - Spettatori: 9 600          | Skra Bełchatów     | 2 - 3 | Lube                  | 27-25, 28-26, 13-25, 22-25, 10-15 |
| 14 marzo 2018 Complexe Sportif Rene-Tys, Reims Durata: 2h:13 - Spettatori: 1 180 | Chaumont           | 3 - 2 | Trentino              | 17-25, 25-22, 25-20, 21-25, 15-10 |
| 14 marzo 2018 Hala Sportowa, Jastrzębie-Zdrój Durata: 1h:59 - Spettatori: 2 229  | Jastrzębski Węgiel | 1 - 3 | ZAKSA                 | 19-25, 19-25, 25-21, 33-35        |
| 14 marzo 2018 Max-Schmeling-Halle, Berlino Durata: 2h:11 - Spettatori: 6 307     | Charlottenburg     | 2 - 3 | Friedrichshafen       | 22-25, 25-23, 23-25, 25-18, 12-15 |

#### Ritorno
| 21 marzo 2018 PalaEvangelisti, Perugia Durata: 1h:15 - Spettatori: 2 500          | Sir Safety Perugia    | 3 - 0 | Halkbank           | 25-23, 25-23, 25-13                          |
| 21 marzo 2018 SKK Sever, Novosibirsk Durata: 2h:20 - Spettatori: 2 000            | Lokomotiv Novosibirsk | 3 - 1 | Maaseik            | 25-18, 25-22, 19-25, 26-24 Golden set: 15-12 |
| 22 marzo 2018 PalaCivitanova, Civitanova Marche Durata: 1h:22 - Spettatori: 2 640 | Lube                  | 3 - 0 | Skra Bełchatów     | 25-17, 25-18, 25-21                          |
| 20 marzo 2018 PalaTrento, Trento Durata: 1h:41 - Spettatori: 1 694                | Trentino              | 3 - 0 | Chaumont           | 26-24, 25-23, 27-25                          |
| 21 marzo 2018 Hala Azoty, Kędzierzyn-Koźle Durata: 1h:16 - Spettatori: 2 100      | ZAKSA                 | 3 - 0 | Jastrzębski Węgiel | 25-21, 25-20, 25-12                          |
| 22 marzo 2018 ZF-Arena, Friedrichshafen Durata: 1h:32 - Spettatori: 3 240         | Friedrichshafen       | 3 - 0 | Charlottenburg     | 25-19, 25-23, 25-22                          |

#### Squadre qualificate
- Friedrichshafen
- Lube
- Sir Safety Perugia
- Trentino
- ZAKSA
- Lokomotiv Novosibirsk

### Play-off a 6

#### Andata
| 4 aprile 2018 PalaEvangelisti, Perugia Durata: 2h:03 - Spettatori: 2 980          | Sir Safety Perugia | 3 - 1 | Lokomotiv Novosibirsk | 24-26, 25-15, 25-19, 25-21        |
| 4 aprile 2018 PalaCivitanova, Civitanova Marche Durata: 2h:06 - Spettatori: 2 100 | Lube               | 3 - 1 | Trentino              | 25-22, 23-25, 25-19, 28-26        |
| 4 aprile 2018 Hala Azoty, Kędzierzyn-Koźle Durata: 2h:14 - Spettatori: 1 500      | ZAKSA              | 3 - 2 | Friedrichshafen       | 25-23, 25-21, 22-25, 22-25, 15-13 |

#### Ritorno
| 11 aprile 2018 SKK Sever, Novosibirsk Durata: 2h:07 - Spettatori: 2 000    | Lokomotiv Novosibirsk | 3 - 2 | Sir Safety Perugia | 20-25, 25-22, 17-25, 25-21, 15-11 |
| 11 aprile 2018 PalaTrento, Trento Durata: 2h:15 - Spettatori: 2 226        | Trentino              | 2 - 3 | Lube               | 19-25, 21-25, 25-20, 27-25, 15-17 |
| 10 aprile 2018 ZF-Arena, Friedrichshafen Durata: 1h:12 - Spettatori: 3 600 | Friedrichshafen       | 0 - 3 | ZAKSA              | 19-25, 18-25, 13-25               |

#### Squadre qualificate
- Lube
- Sir Safety Perugia
- ZAKSA
- Zenit-Kazan[4]

### Final Four
|  | Semifinali         | Semifinali         | Semifinali  |             |      | Finale             | Finale             | Finale             |  |
|  |                    |                    |             |             |      |                    |                    |                    |  |
|  | ZAKSA              | ZAKSA              | 1           |             |      |                    |                    |                    |  |
|  | ZAKSA              | ZAKSA              | 1           |             |      |                    |                    |                    |  |
|  | Lube               | Lube               | 3           |             |      |                    |                    |                    |  |
|  | Lube               | Lube               | 3           |             | Lube | Lube               | 2                  |                    |  |
|  |                    |                    |             |             | Lube | Lube               | 2                  |                    |  |
|  |                    |                    | Zenit-Kazan | Zenit-Kazan | 3    |                    |                    |                    |  |
|  | Sir Safety Perugia | Sir Safety Perugia | Zenit-Kazan | Zenit-Kazan | 3    | 0                  |                    |                    |  |
|  | Sir Safety Perugia | Sir Safety Perugia |             |             |      | 0                  |                    |                    |  |
|  | Zenit-Kazan        | Zenit-Kazan        | 3           |             |      | Finale 3º/4º posto | Finale 3º/4º posto | Finale 3º/4º posto |  |
|  | Zenit-Kazan        | Zenit-Kazan        | 3           |             |      |                    |                    |                    |  |
|  |                    |                    |             |             |      |                    |                    |                    |  |
|  |                    |                    |             |             |      | ZAKSA              | ZAKSA              | 2                  |  |
|  |                    |                    |             |             |      | ZAKSA              | ZAKSA              | 2                  |  |
|  |                    |                    |             |             |      | Sir Safety Perugia | Sir Safety Perugia | 3                  |  |

#### Semifinali
| 12 maggio 2018 Basket-Hall, Kazan' Durata: 1h:53 - Spettatori: 4 400 | ZAKSA              | 1 - 3 | Lube        | 21-25, 25-22, 15-25, 18-25 |
| 12 maggio 2018 Basket-Hall, Kazan' Durata: 1h:23 - Spettatori: 7 000 | Sir Safety Perugia | 0 - 3 | Zenit-Kazan | 22-25, 20-25, 20-25        |

#### Finale 3º posto
| 13 maggio 2018 Basket-Hall, Kazan' Durata: 2h:05 - Spettatori: 3 900 | ZAKSA | 2 - 3 | Sir Safety Perugia | 25-17, 27-29, 25-19, 23-25, 7-15 |

#### Finale
| 13 maggio 2018 Basket-Hall, Kazan' Durata: 2h:28 - Spettatori: 7 000 | Lube | 2 - 3 | Zenit-Kazan | 27-29, 25-18, 25-23, 23-25, 15-17 |

## Premi individuali
| Premio                | Nome              | Squadra            |
| --------------------- | ----------------- | ------------------ |
| MVP                   | Maksim Michajlov  | Zenit-Kazan        |
| Miglior palleggiatore | Aleksandr But'ko  | Zenit-Kazan        |
| Miglior opposto       | Cvetan Sokolov    | Lube               |
| Miglior schiacciatore | Osmany Juantorena | Lube               |
| Miglior schiacciatore | Wilfredo León     | Zenit-Kazan        |
| Miglior centrale      | Dragan Stanković  | Lube               |
| Miglior centrale      | Marko Podraščanin | Sir Safety Perugia |
| Miglior libero        | Jenia Grebennikov | Lube               |